# Estêvão Cacella
Estêvão Cacella, né en 1585 à Aviz, au Portugal et décédé le 6 mars 1630 à Shigatsé, au Tibet, est un prêtre jésuite portugais, missionnaire en Extrême-Orient et cofondateur avec Joao Cabral de la mission de Shigatsé au Tibet central.

## Biographie
Entré chez les Jésuites en 1604, il part pour les Indes en 1614 et officie alors à Kerala. En 1626, il est envoyé avec le père Joao Cabral au Tibet. Partant de Hooghly, comptoir portugais à l'embouchure du Gange Cabral et Cacella remontent le fleuve et entrent au Bhoutan. Ils y sont les premiers visiteurs européens. Après une halte de plusieurs mois ils poursuivent leur voyage vers le Tibet et arrivent en 1627 à Shigatsé, la ville des panchen-lamas, où ils sont reçus par Karma Tenkyong, le gouverneur du Tsang, et fondent alors une mission.
Cabral et Cacella sont généralement considérés comme les premiers européens à avoir fait référence à Shambhala dans leur lettre de 1627.
Cacella est mort à Shigatsé en avril 1630. Cabral fut rappelé en Inde. En 1635, la mission de Shigatsé et celle de Tsaparang sont abandonnées.